# DB 627 sorozat
A DB 627 sorozat egy német dízelmotorvonat-sorozat volt. 1974-ben 8 db-ot, 1981-ben 5 db-ot gyártott belőle a MaK és a LHB. A Deutsche Bahn 2001 és 2006 között selejtezte a sorozatot.

## Lásd még
- ÖBB 5047 sorozat